# پیز پلاتا
پیز پلاتا (به لاتین: Piz Platta) یک کوه در سوئیس است که در کانتون گراوبوندن واقع شده‌است. پیز پلاتا ۳٬۳۹۲ متر بالاتر از سطح دریا واقع شده‌است.